# 谷中村

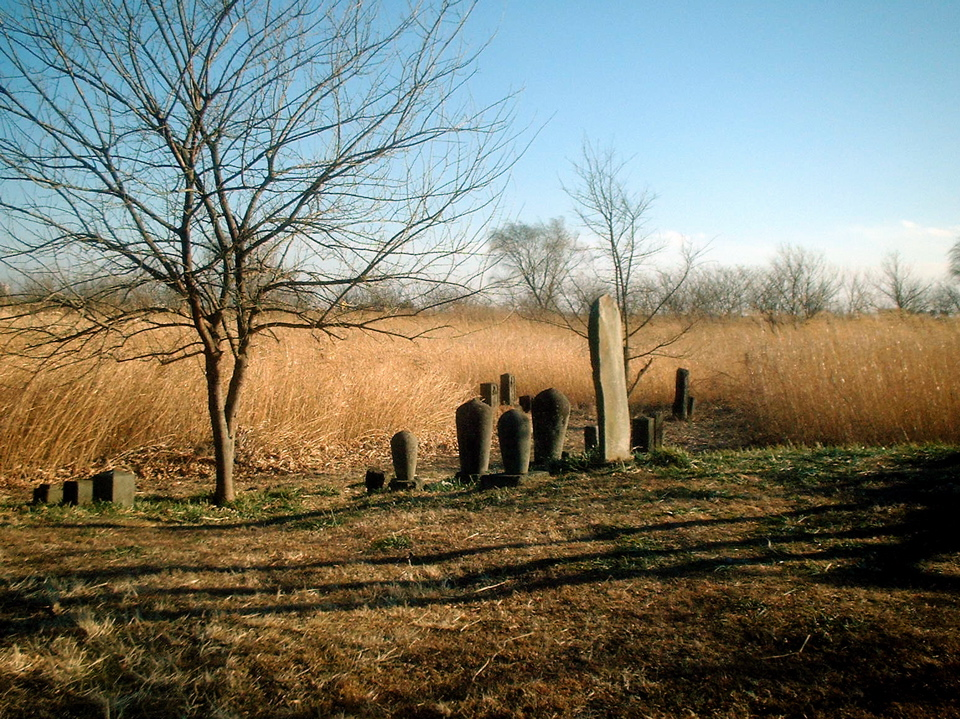
旧谷中村跡

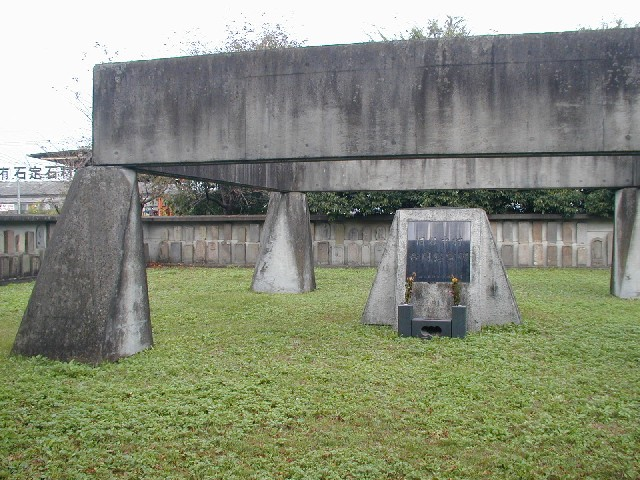
谷中村合同慰霊碑

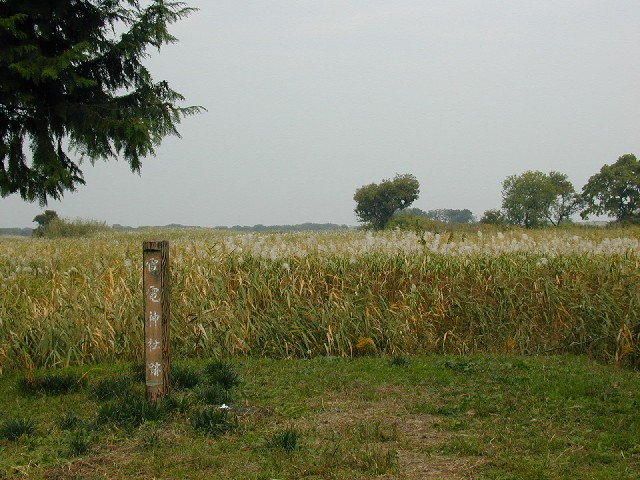
旧雷電神社跡

谷中村（やなかむら）は、かつて栃木県下都賀郡にあった、旧下総国古河藩に属した村である。1906年に強制廃村となり、同郡藤岡町（現在の栃木市）に編入された。現在の渡良瀬遊水地にあった。

## 地区
- 大字内野（うちの）
- 大字恵下野（えげの）
- 大字下宮（したみや）

## 歴史
渡良瀬川・巴波川・思川の合流地点付近にあった。村の北は赤麻村で、間には赤麻沼・赤渋沼・石川沼・前原沼があった。西は旧上野国（群馬県）海老瀬地区で、大正7年（1918年）に藤岡台地を開削・通水する以前は、渡良瀬川が「七曲がり」と呼ばれ屈曲して境を流れていた。これは現在も栃木・群馬両県境の形として引き継がれている。
室町時代からこの地は肥沃な農地として知られていた。江戸時代には主に古河藩が開拓を行った。当時から洪水が頻発していたため、古河藩はこの地の年貢を大幅に減免する措置をとった。しかし、洪水がない年の収穫は非常に大きく、1年収穫があれば7年は食べられるとも言われたほどだったという。
1888年に全国で市町村制度改定があり、内野、恵下野、下宮の3村が合併して谷中村が成立。
主な産業は稲作を中心とする農業で、レンガ工場もあった。赤麻沼などで漁業も行われていた。詳しい記録は残っていないが、元村民の島田宗三によれば面積13平方キロメートル、人口2700人、戸数450戸。
土地を増やすために当時村にあった赤麻沼の堤の位置を変えようとして失敗。堤が崩れ、沼の水が村内に流入した。この後、大雨のたびに堤が決壊した。

## 足尾鉱毒事件
明治中期以降は、渡良瀬川が氾濫するたびに板倉町などとともに足尾鉱毒の被害を受けるようになり、以後、鉱毒反対運動の中心地となる。
1902年、政府は、鉱毒を沈殿させるという名目で、渡良瀬川下流に遊水池を作る計画を立てる。しかし、予定地の埼玉県北埼玉郡川辺村・利島村（現在の加須市北川辺地区）は反対が強く、翌年には予定地が谷中村に変更になる。
1903年1月16日、栃木県会に提案されていた谷中村遊水池化案が廃案となる。この時点で谷中村の将来に危機を感じた田中正造は、1904年7月30日から実質的に谷中村に移住した。
1904年、栃木県は堤防工事を名目に渡良瀬川の堤防を破壊。以後、谷中村は雨のたびに洪水となった。同年12月10日、栃木県会は秘密会で谷中村買収を決議。このとき、谷中村遺跡を守る会によれば、人口2500人、戸数387戸。面積1000町歩。
鉱毒により作物が育たなくなった時点での価格が基準とされたため、買収価格は1反歩あたり田が20円、畑が30円と、近隣町村に比べ非常に安かった（約5分の1といわれる）。
末期には鉱毒で免租となったために多くの村民が選挙権を失い、村長のなり手がなくなった。このため、最後の村長は下都賀郡の書記官である鈴木豊三が管掌村長という形で兼任した。鈴木は税金の未納などを理由に村民らの土地を差し押さえるなど、廃村に協力した。
栃木県は1906年3月、4月17日までに立ち退くよう、村民らに命じた。3月31日、村に3つあった小学校のうち2つが、谷中村会の議決を経ることなく強制的に廃校になった（残りの1つは藤岡町立となり、1913年3月末まで存続）。4月15日、谷中村会は藤岡町への編入合併案を否決。5月11日、栃木県は7月1日をもって谷中村を藤岡町に編入すると発表。7月1日、管掌村長の鈴木は、栃木県に、谷中村は藤岡町に編入したと報告。谷中村は強制廃村となる。この時点での人口は島田の推計で1000人、戸数140戸。しかし、一部の村民は村に住み続けた。
1907年1月、政府は土地収用法の適用を発表。村に残れば犯罪者となり逮捕するという脅しをかけ、多くの村民が村外に出た。多くは、近隣の藤岡町や茨城県猿島郡古河町（現在の古河市）などの親類宅に身を寄せた。この年、島田による推計で村の人口400人、戸数70戸。最後まで立ち退かなかった村民宅は6月29日から7月2日にかけ、強制執行により破壊された。破壊された戸数は16（堤内13戸、堤上3戸）。しかしこの16戸（田中正造も含む）はその後も村に住み続けた（のちに1戸減）。
1908年7月21日、政府は谷中村全域を河川地域に指定。
1911年、旧谷中村民の北海道常呂郡サロマベツ原野への移住が開始。この地は現在の常呂郡佐呂間町栃木である。しかし、移住民のほとんどが定着に至らず、その後の帰県活動へと変遷することになる。
1912年、買収額を不当とする裁判の判決が出る。買収額は増やされたが村民らは不満として控訴。1919年には買収額を5割増しとする判決が出たが、村民達には既に裁判を続ける気力が残っておらず、そのまま確定した。
1914年、残留村民らが田中正造の霊を祀る田中霊祀を建設したところ、河川法違反で連行され、裁判で罰金刑を受けた。なお同様の裁判はこれ以前にも数例ある。いずれも、仮小屋に住んでいた元村民が小屋の修理をした際に河川法違反に問われたものである。
1917年2月25日ごろ、残留村民18名が藤岡町に移住。ほぼ無人状態となる。田中霊祀も同年3月に藤岡町に移転した。
2022年10月31日現在、旧谷中村の大字に当たる栃木市藤岡町下宮と同市藤岡町内野に若干名が住みかつての藤岡町恵下野は無住となっている。栃木市藤岡地域内に旧谷中村合同慰霊碑が、渡良瀬遊水地内に谷中村役場跡・雷電神社跡などの遺構があり、見学することが可能である。

## 村民の主な移転先
大字ごとに傾向が分かれ、下宮からは茨城県古河市、内野からは藤岡町、恵下野からは野木町への移転数が最多であった。全体での移転先は多い順に下記の通り。
- 茨城県古河市： 120戸
- 栃木県藤岡町（現在は合併により栃木市）： 90戸
- 栃木県野木町： 66戸
- 栃木県那須郡・塩谷郡： 46戸
- 群馬県板倉町（海老瀬）： 33戸
- 埼玉県北川辺町（現在は合併により加須市）： 18戸
- 栃木県小山市（生井）： 13戸
- その他、東京・深川、壬生町（国谷）、北海道など、 ： それぞれ数〜十数戸

## 寺院・神社
- 八幡神社： 下宮から古河市宮前町へ移転[5]
- 雷電神社： 恵下野から野木町野渡へ移転[5]
- 牛頭天王社： 内野から藤岡町下宮へ移転[5]
- 雷電神社： 下宮・現在も谷中湖北の史跡保存ゾーン内に残留（建物はないが、残された寺社地で祭祀継続）[5]
- 延命院： 下宮・現在も谷中湖北の史跡保存ゾーン内に残留（建物はないが、残された寺社地で祭祀継続）[5]